# Tour de Suisse 2018
La 82e édition du Tour de Suisse a lieu du 9 au 17 juin 2018.

## Présentation
Le Tour de Suisse connaît en 2018 sa 82e édition. Il est organisé depuis son édition 2015 par l'entreprise InfrontRingier Sports & Entertainment, pour le compte de Swiss Cycling, propriétaire de la marque « Tour de Suisse ». InfrontRingier Sports & Entertainment a été fondée conjointement par le groupe de presse Ringier et la société de marketing sportif Infront Sports & Media en 2011,,,. Le maillot rouge du meilleur Suisse est remplacé par le maillot vert du meilleur jeune .

### Parcours
Frauenfeld, dans le canton de Thurgovie, accueille les départs et arrivées des deux premières étapes. La commune s'est engagée avec les organisateurs de la course pour accueillir le « grand départ » ou l'arrivée du Tour de Suisse à trois reprises entre 2018 et 2022. La première étape est un contre-la-montre par équipes de 18 km. Le parcours de la deuxième étape (155 km) consiste en quatre tours d'un circuit vallonné au nord de Frauenfeld.

### Équipes
Le Tour de Suisse figurant au calendrier de l'UCI World Tour, les 18 WorldTeams y participent. Trois équipes continentales professionnelles, Aqua Blue Sport, Direct Énergie et Nippo-Vini Fantini-Europa Ovini, sont invitées. Vingt-et-une équipes participent ainsi à ce Tour de Suisse :
| WorldTeams (18)- AG2R La Mondiale - Astana - Bahrain-Merida - BMC Racing Team - Bora-Hansgrohe - Dimension Data - EF Education First-Drapac p/b Cannondale - Groupama-FDJ - Katusha-Alpecin - Lotto NL-Jumbo - Lotto Soudal - Mitchelton-Scott - Movistar Team - Quick-Step Floors - Sky - Team Sunweb - Trek-Segafredo - UAE Team Emirates Équipes continentales professionnelles (3)- Aqua Blue Sport - Direct Énergie - Nippo-Vini Fantini-Europa Ovini |
| |

## Étapes
| Étape     | Date    | Villes étapes             | type                         | Distance (km) | Vainqueur d'étape       | Leader du classement général |
| --------- | ------- | ------------------------- | ---------------------------- | ------------- | ----------------------- | ---------------------------- |
| 1re étape | 9 juin  | Frauenfeld – Frauenfeld   | contre-la-montre par équipes | 18,3          | BMC Racing Team         | Stefan Küng                  |
| 2e étape  | 10 juin | Frauenfeld – Frauenfeld   | étape vallonnée              | 155           | Peter Sagan             | Stefan Küng                  |
| 3e étape  | 11 juin | Oberstammheim – Gansingen | étape vallonnée              | 182,8         | Sonny Colbrelli         | Stefan Küng                  |
| 4e étape  | 12 juin | Gansingen – Gstaad        | étape de moyenne montagne    | 189,2         | Christopher Juul Jensen | Stefan Küng                  |
| 5e étape  | 13 juin | Gstaad – Loèche-les-Bains | étape de montagne            | 155,7         | Diego Ulissi            | Richie Porte                 |
| 6e étape  | 14 juin | Fiesch – Gommiswald       | étape de montagne            | 186           | Søren Kragh Andersen    | Richie Porte                 |
| 7e étape  | 15 juin | Eschenbach – Arosa        | étape de montagne            | 170,5         | Nairo Quintana          | Richie Porte                 |
| 8e étape  | 16 juin | Bellinzone – Bellinzone   | étape de plaine              | 123,8         | Arnaud Démare           | Richie Porte                 |
| 9e étape  | 17 juin | Bellinzone – Bellinzone   | contre-la-montre individuel  | 34,1          | Stefan Küng             | Richie Porte                 |

## Déroulement de la course
L'équipe BMC s'impose lors du contre-la-montre par équipes inaugural à Frauenfeld. Le coureur suisse Stefan Küng, originaire de la région, passe la ligne d'arrivée devant ses coéquipiers et revêt ainsi le maillot jaune. Richie Porte, leader de la BMC, est en situation idéale après cette première étape. Par ses rivaux, Wilco Kelderman et Sam Oomen (Sunweb) sont à 20 secondes, Mikel Landa et Nairo Quintana (Movistar) à 33 secondes, les frères Gorka et Ion Izagirre (Bahrain-Merida) à 36 secondes et le vainqueur sortant Simon Spilak (Katusha-Alpecin) à 46 secondes.
Les deux étapes suivantes voient un peloton, réduit par le parcours vallonné, se disputer la victoire au sprint. Peter Sagan (Bora-Hansgrohe) s'impose lors de la deuxième étape devant Fernando Gaviria (Quick-Step Floors) et Nathan Haas (Katusha-Alpecin), et Sonny Colbrelli gagne le lendemain, devançant de peu Fernando Gaviria et Peter Sagan. Le classement général ne subit pas de changement majeur et Stefan Küng en garde la première place,.

### 1reétape
| \| Classement de l'étape \| Classement de l'étape \| Classement de l'étape \| Classement de l'étape \| Classement de l'étape \| Classement de l'étape \| \| Équipe \| Équipe \| Pays \| Temps \| Écart de temps \| Vitesse moy. \| \| --------------------- \| --------------------- \| --------------------- \| --------------------- \| --------------------- \| --------------------- \| \| 1re \| BMC Racing Team \| États-Unis \| 20 min 18 s \| 0 s \| 53.202 km/h \| \| 2e \| Team Sunweb \| Allemagne \| 20 min 38 s \| + 20 s \| 52.342 km/h \| \| 3e \| Quick-Step Floors \| Belgique \| 20 min 45 s \| + 27 s \| 52.048 km/h \| \| 4e \| Bora-Hansgrohe \| Allemagne \| 20 min 45 s \| + 27 s \| 52.048 km/h \| \| 5e \| Mitchelton-Scott \| Australie \| 20 min 47 s \| + 29 s \| 51.965 km/h \| \| 6e \| Movistar Team \| Espagne \| 20 min 51 s \| + 33 s \| 51.799 km/h \| \| 7e \| Bahrain-Merida \| Bahreïn \| 20 min 54 s \| + 36 s \| 51.675 km/h \| \| 8e \| Groupama-FDJ \| France \| 21 min 03 s \| + 45 s \| 51.306 km/h \| \| 9e \| Katusha-Alpecin \| Suisse \| 21 min 04 s \| + 46 s \| 51.266 km/h \| \| 10e \| UAE Team Emirates \| Émirats arabes unis \| 21 min 08 s \| + 50 s \| 51.104 km/h \| |                   |                     |             |                |              |
| |                   |                     |             |                |              |
| Source : ProCyclingStats |                   |                     |             |                |              |
| Classement de l'étape |                   |                     |             |                |              |
| Équipe | Équipe            | Pays                | Temps       | Écart de temps | Vitesse moy. |
| 1re | BMC Racing Team   | États-Unis          | 20 min 18 s | 0 s            | 53.202 km/h  |
| 2e | Team Sunweb       | Allemagne           | 20 min 38 s | + 20 s         | 52.342 km/h  |
| 3e | Quick-Step Floors | Belgique            | 20 min 45 s | + 27 s         | 52.048 km/h  |
| 4e | Bora-Hansgrohe    | Allemagne           | 20 min 45 s | + 27 s         | 52.048 km/h  |
| 5e | Mitchelton-Scott  | Australie           | 20 min 47 s | + 29 s         | 51.965 km/h  |
| 6e | Movistar Team     | Espagne             | 20 min 51 s | + 33 s         | 51.799 km/h  |
| 7e | Bahrain-Merida    | Bahreïn             | 20 min 54 s | + 36 s         | 51.675 km/h  |
| 8e | Groupama-FDJ      | France              | 21 min 03 s | + 45 s         | 51.306 km/h  |
| 9e | Katusha-Alpecin   | Suisse              | 21 min 04 s | + 46 s         | 51.266 km/h  |
| 10e | UAE Team Emirates | Émirats arabes unis | 21 min 08 s | + 50 s         | 51.104 km/h  |

| \| Classement général \| Classement général \| Classement général \| Classement général \| Classement général \| \| Coureur \| Coureur \| Pays \| Équipe \| Temps \| \| ------------------ \| -------------------- \| ------------------ \| ------------------ \| ------------------ \| \| 1er \| Stefan Küng \| Suisse \| BMC Racing Team \| 20 min 18 s \| \| 2e \| Richie Porte \| Australie \| BMC Racing Team \| + 0 s \| \| 3e \| Greg Van Avermaet \| Belgique \| BMC Racing Team \| + 0 s \| \| 4e \| Tejay van Garderen \| États-Unis \| BMC Racing Team \| + 0 s \| \| 5e \| Wilco Kelderman \| Pays-Bas \| Team Sunweb \| + 20 s \| \| 6e \| Sam Oomen \| Pays-Bas \| Team Sunweb \| + 20 s \| \| 7e \| Søren Kragh Andersen \| Danemark \| Team Sunweb \| + 20 s \| \| 8e \| Michael Matthews \| Australie \| Team Sunweb \| + 20 s \| \| 9e \| Simon Gerrans \| Australie \| BMC Racing Team \| + 25 s \| \| 10e \| Philippe Gilbert \| Belgique \| Quick-Step Floors \| + 27 s \| |                      |            |                   |             |
| |                      |            |                   |             |
| Source : ProCyclingStats |                      |            |                   |             |
| Classement général |                      |            |                   |             |
| Coureur | Coureur              | Pays       | Équipe            | Temps       |
| 1er | Stefan Küng          | Suisse     | BMC Racing Team   | 20 min 18 s |
| 2e | Richie Porte         | Australie  | BMC Racing Team   | + 0 s       |
| 3e | Greg Van Avermaet    | Belgique   | BMC Racing Team   | + 0 s       |
| 4e | Tejay van Garderen   | États-Unis | BMC Racing Team   | + 0 s       |
| 5e | Wilco Kelderman      | Pays-Bas   | Team Sunweb       | + 20 s      |
| 6e | Sam Oomen            | Pays-Bas   | Team Sunweb       | + 20 s      |
| 7e | Søren Kragh Andersen | Danemark   | Team Sunweb       | + 20 s      |
| 8e | Michael Matthews     | Australie  | Team Sunweb       | + 20 s      |
| 9e | Simon Gerrans        | Australie  | BMC Racing Team   | + 25 s      |
| 10e | Philippe Gilbert     | Belgique   | Quick-Step Floors | + 27 s      |

### 2eétape
| \| Classement de l'étape \| Classement de l'étape \| Classement de l'étape \| Classement de l'étape \| Classement de l'étape \| \| Coureur \| Coureur \| Pays \| Équipe \| Temps \| \| --------------------- \| --------------------- \| --------------------- \| --------------------- \| --------------------- \| \| 1er \| Peter Sagan \| Slovaquie \| Bora-Hansgrohe \| 3 h 50 min 09 s \| \| 2e \| Fernando Gaviria \| Colombie \| Quick-Step Floors \| + 0 s \| \| 3e \| Nathan Haas \| Australie \| Katusha-Alpecin \| + 0 s \| \| 4e \| Michael Matthews \| Australie \| Team Sunweb \| + 0 s \| \| 5e \| Mark Padun \| Ukraine \| Bahrain-Merida \| + 0 s \| \| 6e \| Enrico Gasparotto \| Italie \| Bahrain-Merida \| + 0 s \| \| 7e \| Enrico Battaglin \| Italie \| LottoNL-Jumbo \| + 0 s \| \| 8e \| Greg Van Avermaet \| Belgique \| BMC Racing Team \| + 0 s \| \| 9e \| Arthur Vichot \| France \| Groupama-FDJ \| + 0 s \| \| 10e \| Steven Kruijswijk \| Pays-Bas \| LottoNL-Jumbo \| + 0 s \| |                   |           |                   |                 |
| |                   |           |                   |                 |
| Source : ProCyclingStats |                   |           |                   |                 |
| Classement de l'étape |                   |           |                   |                 |
| Coureur | Coureur           | Pays      | Équipe            | Temps           |
| 1er | Peter Sagan       | Slovaquie | Bora-Hansgrohe    | 3 h 50 min 09 s |
| 2e | Fernando Gaviria  | Colombie  | Quick-Step Floors | + 0 s           |
| 3e | Nathan Haas       | Australie | Katusha-Alpecin   | + 0 s           |
| 4e | Michael Matthews  | Australie | Team Sunweb       | + 0 s           |
| 5e | Mark Padun        | Ukraine   | Bahrain-Merida    | + 0 s           |
| 6e | Enrico Gasparotto | Italie    | Bahrain-Merida    | + 0 s           |
| 7e | Enrico Battaglin  | Italie    | LottoNL-Jumbo     | + 0 s           |
| 8e | Greg Van Avermaet | Belgique  | BMC Racing Team   | + 0 s           |
| 9e | Arthur Vichot     | France    | Groupama-FDJ      | + 0 s           |
| 10e | Steven Kruijswijk | Pays-Bas  | LottoNL-Jumbo     | + 0 s           |

| \| Classement général \| Classement général \| Classement général \| Classement général \| Classement général \| \| Coureur \| Coureur \| Pays \| Équipe \| Temps \| \| ------------------ \| ------------------ \| ------------------ \| ------------------ \| ------------------ \| \| 1er \| Stefan Küng \| Suisse \| BMC Racing Team \| 4 h 10 min 24 s \| \| 2e \| Greg Van Avermaet \| Belgique \| BMC Racing Team \| + 3 s \| \| 3e \| Richie Porte \| Australie \| BMC Racing Team \| + 3 s \| \| 4e \| Tejay van Garderen \| États-Unis \| BMC Racing Team \| + 3 s \| \| 5e \| Peter Sagan \| Slovaquie \| Bora-Hansgrohe \| + 20 s \| \| 6e \| Michael Matthews \| Australie \| Team Sunweb \| + 23 s \| \| 7e \| Wilco Kelderman \| Pays-Bas \| Team Sunweb \| + 23 s \| \| 8e \| Sam Oomen \| Pays-Bas \| Team Sunweb \| + 23 s \| \| 9e \| Simon Gerrans \| Australie \| BMC Racing Team \| + 28 s \| \| 10e \| Gregor Mühlberger \| Autriche \| Bora-Hansgrohe \| + 30 s \| |                    |            |                 |                 |
| |                    |            |                 |                 |
| Source : ProCyclingStats |                    |            |                 |                 |
| Classement général |                    |            |                 |                 |
| Coureur | Coureur            | Pays       | Équipe          | Temps           |
| 1er | Stefan Küng        | Suisse     | BMC Racing Team | 4 h 10 min 24 s |
| 2e | Greg Van Avermaet  | Belgique   | BMC Racing Team | + 3 s           |
| 3e | Richie Porte       | Australie  | BMC Racing Team | + 3 s           |
| 4e | Tejay van Garderen | États-Unis | BMC Racing Team | + 3 s           |
| 5e | Peter Sagan        | Slovaquie  | Bora-Hansgrohe  | + 20 s          |
| 6e | Michael Matthews   | Australie  | Team Sunweb     | + 23 s          |
| 7e | Wilco Kelderman    | Pays-Bas   | Team Sunweb     | + 23 s          |
| 8e | Sam Oomen          | Pays-Bas   | Team Sunweb     | + 23 s          |
| 9e | Simon Gerrans      | Australie  | BMC Racing Team | + 28 s          |
| 10e | Gregor Mühlberger  | Autriche   | Bora-Hansgrohe  | + 30 s          |

### 3eétape
| \| Classement de l'étape \| Classement de l'étape \| Classement de l'étape \| Classement de l'étape \| Classement de l'étape \| \| Coureur \| Coureur \| Pays \| Équipe \| Temps \| \| --------------------- \| --------------------- \| --------------------- \| ------------------------- \| --------------------- \| \| 1er \| Sonny Colbrelli \| Italie \| Bahrain-Merida \| 4 h 39 min 51 s \| \| 2e \| Fernando Gaviria \| Colombie \| Quick-Step Floors \| + 0 s \| \| 3e \| Peter Sagan \| Slovaquie \| Bora-Hansgrohe \| + 0 s \| \| 4e \| Michael Albasini \| Suisse \| Mitchelton-Scott \| + 0 s \| \| 5e \| Magnus Cort Nielsen \| Danemark \| Astana \| + 0 s \| \| 6e \| Michael Matthews \| Australie \| Team Sunweb \| + 0 s \| \| 7e \| Enrico Battaglin \| Italie \| LottoNL-Jumbo \| + 0 s \| \| 8e \| Jasper Stuyven \| Belgique \| Trek-Segafredo \| + 0 s \| \| 9e \| Diego Ulissi \| Italie \| UAE Team Emirates \| + 0 s \| \| 10e \| Sep Vanmarcke \| Belgique \| EF Education First-Drapac \| + 0 s \| |                     |           |                           |                 |
| |                     |           |                           |                 |
| Source : ProCyclingStats |                     |           |                           |                 |
| Classement de l'étape |                     |           |                           |                 |
| Coureur | Coureur             | Pays      | Équipe                    | Temps           |
| 1er | Sonny Colbrelli     | Italie    | Bahrain-Merida            | 4 h 39 min 51 s |
| 2e | Fernando Gaviria    | Colombie  | Quick-Step Floors         | + 0 s           |
| 3e | Peter Sagan         | Slovaquie | Bora-Hansgrohe            | + 0 s           |
| 4e | Michael Albasini    | Suisse    | Mitchelton-Scott          | + 0 s           |
| 5e | Magnus Cort Nielsen | Danemark  | Astana                    | + 0 s           |
| 6e | Michael Matthews    | Australie | Team Sunweb               | + 0 s           |
| 7e | Enrico Battaglin    | Italie    | LottoNL-Jumbo             | + 0 s           |
| 8e | Jasper Stuyven      | Belgique  | Trek-Segafredo            | + 0 s           |
| 9e | Diego Ulissi        | Italie    | UAE Team Emirates         | + 0 s           |
| 10e | Sep Vanmarcke       | Belgique  | EF Education First-Drapac | + 0 s           |

| \| Classement général \| Classement général \| Classement général \| Classement général \| Classement général \| \| Coureur \| Coureur \| Pays \| Équipe \| Temps \| \| ------------------ \| ------------------ \| ------------------ \| ------------------ \| ------------------ \| \| 1er \| Stefan Küng \| Suisse \| BMC Racing Team \| 8 h 50 min 15 s \| \| 2e \| Greg Van Avermaet \| Belgique \| BMC Racing Team \| + 3 s \| \| 3e \| Richie Porte \| Australie \| BMC Racing Team \| + 3 s \| \| 4e \| Tejay van Garderen \| États-Unis \| BMC Racing Team \| + 3 s \| \| 5e \| Peter Sagan \| Slovaquie \| Bora-Hansgrohe \| + 16 s \| \| 6e \| Michael Matthews \| Australie \| Team Sunweb \| + 23 s \| \| 7e \| Wilco Kelderman \| Pays-Bas \| Team Sunweb \| + 23 s \| \| 8e \| Sam Oomen \| Pays-Bas \| Team Sunweb \| + 23 s \| \| 9e \| Gregor Mühlberger \| Autriche \| Bora-Hansgrohe \| + 30 s \| \| 10e \| Enric Mas \| Espagne \| Quick-Step Floors \| + 30 s \| |                    |            |                   |                 |
| |                    |            |                   |                 |
| Source : ProCyclingStats |                    |            |                   |                 |
| Classement général |                    |            |                   |                 |
| Coureur | Coureur            | Pays       | Équipe            | Temps           |
| 1er | Stefan Küng        | Suisse     | BMC Racing Team   | 8 h 50 min 15 s |
| 2e | Greg Van Avermaet  | Belgique   | BMC Racing Team   | + 3 s           |
| 3e | Richie Porte       | Australie  | BMC Racing Team   | + 3 s           |
| 4e | Tejay van Garderen | États-Unis | BMC Racing Team   | + 3 s           |
| 5e | Peter Sagan        | Slovaquie  | Bora-Hansgrohe    | + 16 s          |
| 6e | Michael Matthews   | Australie  | Team Sunweb       | + 23 s          |
| 7e | Wilco Kelderman    | Pays-Bas   | Team Sunweb       | + 23 s          |
| 8e | Sam Oomen          | Pays-Bas   | Team Sunweb       | + 23 s          |
| 9e | Gregor Mühlberger  | Autriche   | Bora-Hansgrohe    | + 30 s          |
| 10e | Enric Mas          | Espagne    | Quick-Step Floors | + 30 s          |

### 4eétape
| \| Classement de l'étape \| Classement de l'étape \| Classement de l'étape \| Classement de l'étape \| Classement de l'étape \| \| Coureur \| Coureur \| Pays \| Équipe \| Temps \| \| --------------------- \| ----------------------- \| --------------------- \| --------------------- \| --------------------- \| \| 1er \| Christopher Juul Jensen \| Danemark \| Mitchelton-Scott \| 4 h 35 min 56 s \| \| 2e \| Michael Matthews \| Australie \| Team Sunweb \| + 8 s \| \| 3e \| Yves Lampaert \| Belgique \| Quick-Step Floors \| + 8 s \| \| 4e \| Peter Sagan \| Slovaquie \| Bora-Hansgrohe \| + 8 s \| \| 5e \| Sonny Colbrelli \| Italie \| Bahrain-Merida \| + 8 s \| \| 6e \| Magnus Cort Nielsen \| Danemark \| Astana \| + 8 s \| \| 7e \| Enrico Battaglin \| Italie \| LottoNL-Jumbo \| + 8 s \| \| 8e \| Michael Albasini \| Suisse \| Mitchelton-Scott \| + 8 s \| \| 9e \| Bjorg Lambrecht \| Belgique \| Lotto-Soudal \| + 8 s \| \| 10e \| José Gonçalves \| Portugal \| Katusha-Alpecin \| + 8 s \| |                         |           |                   |                 |
| |                         |           |                   |                 |
| Source : ProCyclingStats |                         |           |                   |                 |
| Classement de l'étape |                         |           |                   |                 |
| Coureur | Coureur                 | Pays      | Équipe            | Temps           |
| 1er | Christopher Juul Jensen | Danemark  | Mitchelton-Scott  | 4 h 35 min 56 s |
| 2e | Michael Matthews        | Australie | Team Sunweb       | + 8 s           |
| 3e | Yves Lampaert           | Belgique  | Quick-Step Floors | + 8 s           |
| 4e | Peter Sagan             | Slovaquie | Bora-Hansgrohe    | + 8 s           |
| 5e | Sonny Colbrelli         | Italie    | Bahrain-Merida    | + 8 s           |
| 6e | Magnus Cort Nielsen     | Danemark  | Astana            | + 8 s           |
| 7e | Enrico Battaglin        | Italie    | LottoNL-Jumbo     | + 8 s           |
| 8e | Michael Albasini        | Suisse    | Mitchelton-Scott  | + 8 s           |
| 9e | Bjorg Lambrecht         | Belgique  | Lotto-Soudal      | + 8 s           |
| 10e | José Gonçalves          | Portugal  | Katusha-Alpecin   | + 8 s           |

| \| Classement général \| Classement général \| Classement général \| Classement général \| Classement général \| \| Coureur \| Coureur \| Pays \| Équipe \| Temps \| \| ------------------ \| ------------------ \| ------------------ \| ------------------ \| ------------------ \| \| 1er \| Stefan Küng \| Suisse \| BMC Racing Team \| 13 h 26 min 19 s \| \| 2e \| Greg Van Avermaet \| Belgique \| BMC Racing Team \| + 3 s \| \| 3e \| Richie Porte \| Australie \| BMC Racing Team \| + 3 s \| \| 4e \| Tejay van Garderen \| États-Unis \| BMC Racing Team \| + 3 s \| \| 5e \| Peter Sagan \| Slovaquie \| Bora-Hansgrohe \| + 16 s \| \| 6e \| Michael Matthews \| Australie \| Team Sunweb \| + 17 s \| \| 7e \| Wilco Kelderman \| Pays-Bas \| Team Sunweb \| + 23 s \| \| 8e \| Sam Oomen \| Pays-Bas \| Team Sunweb \| + 23 s \| \| 9e \| Gregor Mühlberger \| Autriche \| Bora-Hansgrohe \| + 30 s \| \| 10e \| Enric Mas \| Espagne \| Quick-Step Floors \| + 30 s \| |                    |            |                   |                  |
| |                    |            |                   |                  |
| Source : ProCyclingStats |                    |            |                   |                  |
| Classement général |                    |            |                   |                  |
| Coureur | Coureur            | Pays       | Équipe            | Temps            |
| 1er | Stefan Küng        | Suisse     | BMC Racing Team   | 13 h 26 min 19 s |
| 2e | Greg Van Avermaet  | Belgique   | BMC Racing Team   | + 3 s            |
| 3e | Richie Porte       | Australie  | BMC Racing Team   | + 3 s            |
| 4e | Tejay van Garderen | États-Unis | BMC Racing Team   | + 3 s            |
| 5e | Peter Sagan        | Slovaquie  | Bora-Hansgrohe    | + 16 s           |
| 6e | Michael Matthews   | Australie  | Team Sunweb       | + 17 s           |
| 7e | Wilco Kelderman    | Pays-Bas   | Team Sunweb       | + 23 s           |
| 8e | Sam Oomen          | Pays-Bas   | Team Sunweb       | + 23 s           |
| 9e | Gregor Mühlberger  | Autriche   | Bora-Hansgrohe    | + 30 s           |
| 10e | Enric Mas          | Espagne    | Quick-Step Floors | + 30 s           |

### 5eétape
| \| Classement de l'étape \| Classement de l'étape \| Classement de l'étape \| Classement de l'étape \| Classement de l'étape \| \| Coureur \| Coureur \| Pays \| Équipe \| Temps \| \| --------------------- \| --------------------- \| --------------------- \| --------------------- \| --------------------- \| \| 1er \| Diego Ulissi \| Italie \| UAE Team Emirates \| 3 h 37 min 31 s \| \| 2e \| Enric Mas \| Espagne \| Quick-Step Floors \| + 0 s \| \| 3e \| Tom-Jelte Slagter \| Pays-Bas \| Dimension Data \| + 0 s \| \| 4e \| Wilco Kelderman \| Pays-Bas \| Team Sunweb \| + 0 s \| \| 5e \| Bauke Mollema \| Pays-Bas \| Trek-Segafredo \| + 0 s \| \| 6e \| Simon Špilak \| Slovénie \| Katusha-Alpecin \| + 0 s \| \| 7e \| Nairo Quintana \| Colombie \| Movistar Team \| + 0 s \| \| 8e \| Richie Porte \| Australie \| BMC Racing Team \| + 0 s \| \| 9e \| Sam Oomen \| Pays-Bas \| Team Sunweb \| + 0 s \| \| 10e \| Bjorg Lambrecht \| Belgique \| Lotto-Soudal \| + 0 s \| |                   |           |                   |                 |
| |                   |           |                   |                 |
| Source : ProCyclingStats |                   |           |                   |                 |
| Classement de l'étape |                   |           |                   |                 |
| Coureur | Coureur           | Pays      | Équipe            | Temps           |
| 1er | Diego Ulissi      | Italie    | UAE Team Emirates | 3 h 37 min 31 s |
| 2e | Enric Mas         | Espagne   | Quick-Step Floors | + 0 s           |
| 3e | Tom-Jelte Slagter | Pays-Bas  | Dimension Data    | + 0 s           |
| 4e | Wilco Kelderman   | Pays-Bas  | Team Sunweb       | + 0 s           |
| 5e | Bauke Mollema     | Pays-Bas  | Trek-Segafredo    | + 0 s           |
| 6e | Simon Špilak      | Slovénie  | Katusha-Alpecin   | + 0 s           |
| 7e | Nairo Quintana    | Colombie  | Movistar Team     | + 0 s           |
| 8e | Richie Porte      | Australie | BMC Racing Team   | + 0 s           |
| 9e | Sam Oomen         | Pays-Bas  | Team Sunweb       | + 0 s           |
| 10e | Bjorg Lambrecht   | Belgique  | Lotto-Soudal      | + 0 s           |

| \| Classement général \| Classement général \| Classement général \| Classement général \| Classement général \| \| Coureur \| Coureur \| Pays \| Équipe \| Temps \| \| ------------------ \| ------------------ \| ------------------ \| ------------------ \| ------------------ \| \| 1er \| Richie Porte \| Australie \| BMC Racing Team \| 17 h 03 min 53 s \| \| 2e \| Wilco Kelderman \| Pays-Bas \| Team Sunweb \| + 20 s \| \| 3e \| Sam Oomen \| Pays-Bas \| Team Sunweb \| + 20 s \| \| 4e \| Enric Mas \| Espagne \| Quick-Step Floors \| + 21 s \| \| 5e \| Jack Haig \| Australie \| Mitchelton-Scott \| + 29 s \| \| 6e \| Nairo Quintana \| Colombie \| Movistar Team \| + 33 s \| \| 7e \| Ion Izagirre \| Espagne \| Bahrain-Merida \| + 36 s \| \| 8e \| Diego Ulissi \| Italie \| UAE Team Emirates \| + 40 s \| \| 9e \| Simon Špilak \| Slovénie \| Katusha-Alpecin \| + 46 s \| \| 10e \| Mikel Landa \| Espagne \| Movistar Team \| + 47 s \| |                 |           |                   |                  |
| |                 |           |                   |                  |
| Source : ProCyclingStats |                 |           |                   |                  |
| Classement général |                 |           |                   |                  |
| Coureur | Coureur         | Pays      | Équipe            | Temps            |
| 1er | Richie Porte    | Australie | BMC Racing Team   | 17 h 03 min 53 s |
| 2e | Wilco Kelderman | Pays-Bas  | Team Sunweb       | + 20 s           |
| 3e | Sam Oomen       | Pays-Bas  | Team Sunweb       | + 20 s           |
| 4e | Enric Mas       | Espagne   | Quick-Step Floors | + 21 s           |
| 5e | Jack Haig       | Australie | Mitchelton-Scott  | + 29 s           |
| 6e | Nairo Quintana  | Colombie  | Movistar Team     | + 33 s           |
| 7e | Ion Izagirre    | Espagne   | Bahrain-Merida    | + 36 s           |
| 8e | Diego Ulissi    | Italie    | UAE Team Emirates | + 40 s           |
| 9e | Simon Špilak    | Slovénie  | Katusha-Alpecin   | + 46 s           |
| 10e | Mikel Landa     | Espagne   | Movistar Team     | + 47 s           |

### 6eétape
| \| Classement de l'étape \| Classement de l'étape \| Classement de l'étape \| Classement de l'étape \| Classement de l'étape \| \| Coureur \| Coureur \| Pays \| Équipe \| Temps \| \| --------------------- \| --------------------- \| --------------------- \| --------------------- \| --------------------- \| \| 1er \| Søren Kragh Andersen \| Danemark \| Team Sunweb \| 4 h 59 min 53 s \| \| 2e \| Nathan Haas \| Australie \| Katusha-Alpecin \| + 10 s \| \| 3e \| Gorka Izagirre \| Espagne \| Bahrain-Merida \| + 24 s \| \| 4e \| Maxime Monfort \| Belgique \| Lotto-Soudal \| + 25 s \| \| 5e \| Cyril Gautier \| France \| AG2R La Mondiale \| + 25 s \| \| 6e \| Richie Porte \| Australie \| BMC Racing Team \| + 27 s \| \| 7e \| Michael Gogl \| Autriche \| Trek-Segafredo \| + 29 s \| \| 8e \| Diego Ulissi \| Italie \| UAE Team Emirates \| + 39 s \| \| 9e \| Arthur Vichot \| France \| Groupama-FDJ \| + 39 s \| \| 10e \| Mathias Frank \| Suisse \| AG2R La Mondiale \| + 39 s \| |                      |           |                   |                 |
| |                      |           |                   |                 |
| Source : ProCyclingStats |                      |           |                   |                 |
| Classement de l'étape |                      |           |                   |                 |
| Coureur | Coureur              | Pays      | Équipe            | Temps           |
| 1er | Søren Kragh Andersen | Danemark  | Team Sunweb       | 4 h 59 min 53 s |
| 2e | Nathan Haas          | Australie | Katusha-Alpecin   | + 10 s          |
| 3e | Gorka Izagirre       | Espagne   | Bahrain-Merida    | + 24 s          |
| 4e | Maxime Monfort       | Belgique  | Lotto-Soudal      | + 25 s          |
| 5e | Cyril Gautier        | France    | AG2R La Mondiale  | + 25 s          |
| 6e | Richie Porte         | Australie | BMC Racing Team   | + 27 s          |
| 7e | Michael Gogl         | Autriche  | Trek-Segafredo    | + 29 s          |
| 8e | Diego Ulissi         | Italie    | UAE Team Emirates | + 39 s          |
| 9e | Arthur Vichot        | France    | Groupama-FDJ      | + 39 s          |
| 10e | Mathias Frank        | Suisse    | AG2R La Mondiale  | + 39 s          |

| \| Classement général \| Classement général \| Classement général \| Classement général \| Classement général \| \| Coureur \| Coureur \| Pays \| Équipe \| Temps \| \| ------------------ \| ------------------ \| ------------------ \| ------------------ \| ------------------ \| \| 1er \| Richie Porte \| Australie \| BMC Racing Team \| 22 h 04 min 13 s \| \| 2e \| Wilco Kelderman \| Pays-Bas \| Team Sunweb \| + 32 s \| \| 3e \| Sam Oomen \| Pays-Bas \| Team Sunweb \| + 32 s \| \| 4e \| Enric Mas \| Espagne \| Quick-Step Floors \| + 33 s \| \| 5e \| Jack Haig \| Australie \| Mitchelton-Scott \| + 41 s \| \| 6e \| Nairo Quintana \| Colombie \| Movistar Team \| + 45 s \| \| 7e \| Ion Izagirre \| Espagne \| Bahrain-Merida \| + 48 s \| \| 8e \| Diego Ulissi \| Italie \| UAE Team Emirates \| + 52 s \| \| 9e \| Simon Špilak \| Slovénie \| Katusha-Alpecin \| + 58 s \| \| 10e \| Mikel Landa \| Espagne \| Movistar Team \| + 59 s \| |                 |           |                   |                  |
| |                 |           |                   |                  |
| Source : ProCyclingStats |                 |           |                   |                  |
| Classement général |                 |           |                   |                  |
| Coureur | Coureur         | Pays      | Équipe            | Temps            |
| 1er | Richie Porte    | Australie | BMC Racing Team   | 22 h 04 min 13 s |
| 2e | Wilco Kelderman | Pays-Bas  | Team Sunweb       | + 32 s           |
| 3e | Sam Oomen       | Pays-Bas  | Team Sunweb       | + 32 s           |
| 4e | Enric Mas       | Espagne   | Quick-Step Floors | + 33 s           |
| 5e | Jack Haig       | Australie | Mitchelton-Scott  | + 41 s           |
| 6e | Nairo Quintana  | Colombie  | Movistar Team     | + 45 s           |
| 7e | Ion Izagirre    | Espagne   | Bahrain-Merida    | + 48 s           |
| 8e | Diego Ulissi    | Italie    | UAE Team Emirates | + 52 s           |
| 9e | Simon Špilak    | Slovénie  | Katusha-Alpecin   | + 58 s           |
| 10e | Mikel Landa     | Espagne   | Movistar Team     | + 59 s           |

### 7eétape
| \| Classement de l'étape \| Classement de l'étape \| Classement de l'étape \| Classement de l'étape \| Classement de l'étape \| \| Coureur \| Coureur \| Pays \| Équipe \| Temps \| \| --------------------- \| --------------------- \| --------------------- \| --------------------- \| --------------------- \| \| 1er \| Nairo Quintana \| Colombie \| Movistar Team \| 4 h 01 min 39 s \| \| 2e \| Jakob Fuglsang \| Danemark \| Astana \| + 22 s \| \| 3e \| Richie Porte \| Australie \| BMC Racing Team \| + 22 s \| \| 4e \| Gregor Mühlberger \| Autriche \| Bora-Hansgrohe \| + 38 s \| \| 5e \| Wilco Kelderman \| Pays-Bas \| Team Sunweb \| + 38 s \| \| 6e \| Enric Mas \| Espagne \| Quick-Step Floors \| + 38 s \| \| 7e \| Igor Antón \| Espagne \| Dimension Data \| + 38 s \| \| 8e \| Steven Kruijswijk \| Pays-Bas \| LottoNL-Jumbo \| + 50 s \| \| 9e \| Mikel Landa \| Espagne \| Movistar Team \| + 50 s \| \| 10e \| Sam Oomen \| Pays-Bas \| Team Sunweb \| + 59 s \| |                   |           |                   |                 |
| |                   |           |                   |                 |
| Source : ProCyclingStats |                   |           |                   |                 |
| Classement de l'étape |                   |           |                   |                 |
| Coureur | Coureur           | Pays      | Équipe            | Temps           |
| 1er | Nairo Quintana    | Colombie  | Movistar Team     | 4 h 01 min 39 s |
| 2e | Jakob Fuglsang    | Danemark  | Astana            | + 22 s          |
| 3e | Richie Porte      | Australie | BMC Racing Team   | + 22 s          |
| 4e | Gregor Mühlberger | Autriche  | Bora-Hansgrohe    | + 38 s          |
| 5e | Wilco Kelderman   | Pays-Bas  | Team Sunweb       | + 38 s          |
| 6e | Enric Mas         | Espagne   | Quick-Step Floors | + 38 s          |
| 7e | Igor Antón        | Espagne   | Dimension Data    | + 38 s          |
| 8e | Steven Kruijswijk | Pays-Bas  | LottoNL-Jumbo     | + 50 s          |
| 9e | Mikel Landa       | Espagne   | Movistar Team     | + 50 s          |
| 10e | Sam Oomen         | Pays-Bas  | Team Sunweb       | + 59 s          |

| \| Classement général \| Classement général \| Classement général \| Classement général \| Classement général \| \| Coureur \| Coureur \| Pays \| Équipe \| Temps \| \| ------------------ \| ------------------ \| ------------------ \| ------------------ \| ------------------ \| \| 1er \| Richie Porte \| Australie \| BMC Racing Team \| 26 h 06 min 10 s \| \| 2e \| Nairo Quintana \| Colombie \| Movistar Team \| + 17 s \| \| 3e \| Wilco Kelderman \| Pays-Bas \| Team Sunweb \| + 52 s \| \| 4e \| Enric Mas \| Espagne \| Quick-Step Floors \| + 53 s \| \| 5e \| Sam Oomen \| Pays-Bas \| Team Sunweb \| + 1 min 13 s \| \| 6e \| Jakob Fuglsang \| Danemark \| Astana \| + 1 min 28 s \| \| 7e \| Mikel Landa \| Espagne \| Movistar Team \| + 1 min 31 s \| \| 8e \| Steven Kruijswijk \| Pays-Bas \| LottoNL-Jumbo \| + 1 min 37 s \| \| 9e \| Simon Špilak \| Slovénie \| Katusha-Alpecin \| + 1 min 48 s \| \| 10e \| Bauke Mollema \| Pays-Bas \| Trek-Segafredo \| + 2 min 26 s \| |                   |           |                   |                  |
| |                   |           |                   |                  |
| Source : ProCyclingStats |                   |           |                   |                  |
| Classement général |                   |           |                   |                  |
| Coureur | Coureur           | Pays      | Équipe            | Temps            |
| 1er | Richie Porte      | Australie | BMC Racing Team   | 26 h 06 min 10 s |
| 2e | Nairo Quintana    | Colombie  | Movistar Team     | + 17 s           |
| 3e | Wilco Kelderman   | Pays-Bas  | Team Sunweb       | + 52 s           |
| 4e | Enric Mas         | Espagne   | Quick-Step Floors | + 53 s           |
| 5e | Sam Oomen         | Pays-Bas  | Team Sunweb       | + 1 min 13 s     |
| 6e | Jakob Fuglsang    | Danemark  | Astana            | + 1 min 28 s     |
| 7e | Mikel Landa       | Espagne   | Movistar Team     | + 1 min 31 s     |
| 8e | Steven Kruijswijk | Pays-Bas  | LottoNL-Jumbo     | + 1 min 37 s     |
| 9e | Simon Špilak      | Slovénie  | Katusha-Alpecin   | + 1 min 48 s     |
| 10e | Bauke Mollema     | Pays-Bas  | Trek-Segafredo    | + 2 min 26 s     |

### 8eétape
| \| Classement de l'étape \| Classement de l'étape \| Classement de l'étape \| Classement de l'étape \| Classement de l'étape \| \| Coureur \| Coureur \| Pays \| Équipe \| Temps \| \| --------------------- \| --------------------------- \| --------------------- \| --------------------- \| --------------------- \| \| 1er \| Arnaud Démare \| France \| Groupama-FDJ \| 2 h 41 min 07 s \| \| 2e \| Fernando Gaviria \| Colombie \| Quick-Step Floors \| + 0 s \| \| 3e \| Alexander Kristoff \| Norvège \| UAE Team Emirates \| + 0 s \| \| 4e \| Peter Sagan \| Slovaquie \| Bora-Hansgrohe \| + 0 s \| \| 5e \| Jasper Stuyven \| Belgique \| Trek-Segafredo \| + 0 s \| \| 6e \| John Degenkolb \| Allemagne \| Trek-Segafredo \| + 0 s \| \| 7e \| Reinardt Janse van Rensburg \| Afrique du Sud \| Dimension Data \| + 0 s \| \| 8e \| Sonny Colbrelli \| Italie \| Bahrain-Merida \| + 0 s \| \| 9e \| André Greipel \| Allemagne \| Lotto-Soudal \| + 0 s \| \| 10e \| Michael Matthews \| Australie \| Team Sunweb \| + 0 s \| |                             |                |                   |                 |
| |                             |                |                   |                 |
| Source : ProCyclingStats |                             |                |                   |                 |
| Classement de l'étape |                             |                |                   |                 |
| Coureur | Coureur                     | Pays           | Équipe            | Temps           |
| 1er | Arnaud Démare               | France         | Groupama-FDJ      | 2 h 41 min 07 s |
| 2e | Fernando Gaviria            | Colombie       | Quick-Step Floors | + 0 s           |
| 3e | Alexander Kristoff          | Norvège        | UAE Team Emirates | + 0 s           |
| 4e | Peter Sagan                 | Slovaquie      | Bora-Hansgrohe    | + 0 s           |
| 5e | Jasper Stuyven              | Belgique       | Trek-Segafredo    | + 0 s           |
| 6e | John Degenkolb              | Allemagne      | Trek-Segafredo    | + 0 s           |
| 7e | Reinardt Janse van Rensburg | Afrique du Sud | Dimension Data    | + 0 s           |
| 8e | Sonny Colbrelli             | Italie         | Bahrain-Merida    | + 0 s           |
| 9e | André Greipel               | Allemagne      | Lotto-Soudal      | + 0 s           |
| 10e | Michael Matthews            | Australie      | Team Sunweb       | + 0 s           |

| \| Classement général \| Classement général \| Classement général \| Classement général \| Classement général \| \| Coureur \| Coureur \| Pays \| Équipe \| Temps \| \| ------------------ \| ------------------ \| ------------------ \| ------------------ \| ------------------ \| \| 1er \| Richie Porte \| Australie \| BMC Racing Team \| 28 h 47 min 17 s \| \| 2e \| Nairo Quintana \| Colombie \| Movistar Team \| + 17 s \| \| 3e \| Wilco Kelderman \| Pays-Bas \| Team Sunweb \| + 52 s \| \| 4e \| Enric Mas \| Espagne \| Quick-Step Floors \| + 53 s \| \| 5e \| Sam Oomen \| Pays-Bas \| Team Sunweb \| + 1 min 13 s \| \| 6e \| Jakob Fuglsang \| Danemark \| Astana \| + 1 min 28 s \| \| 7e \| Mikel Landa \| Espagne \| Movistar Team \| + 1 min 31 s \| \| 8e \| Steven Kruijswijk \| Pays-Bas \| LottoNL-Jumbo \| + 1 min 37 s \| \| 9e \| Simon Špilak \| Slovénie \| Katusha-Alpecin \| + 1 min 48 s \| \| 10e \| Bauke Mollema \| Pays-Bas \| Trek-Segafredo \| + 2 min 26 s \| |                   |           |                   |                  |
| |                   |           |                   |                  |
| Source : ProCyclingStats |                   |           |                   |                  |
| Classement général |                   |           |                   |                  |
| Coureur | Coureur           | Pays      | Équipe            | Temps            |
| 1er | Richie Porte      | Australie | BMC Racing Team   | 28 h 47 min 17 s |
| 2e | Nairo Quintana    | Colombie  | Movistar Team     | + 17 s           |
| 3e | Wilco Kelderman   | Pays-Bas  | Team Sunweb       | + 52 s           |
| 4e | Enric Mas         | Espagne   | Quick-Step Floors | + 53 s           |
| 5e | Sam Oomen         | Pays-Bas  | Team Sunweb       | + 1 min 13 s     |
| 6e | Jakob Fuglsang    | Danemark  | Astana            | + 1 min 28 s     |
| 7e | Mikel Landa       | Espagne   | Movistar Team     | + 1 min 31 s     |
| 8e | Steven Kruijswijk | Pays-Bas  | LottoNL-Jumbo     | + 1 min 37 s     |
| 9e | Simon Špilak      | Slovénie  | Katusha-Alpecin   | + 1 min 48 s     |
| 10e | Bauke Mollema     | Pays-Bas  | Trek-Segafredo    | + 2 min 26 s     |

### 9eétape
| \| Classement de l'étape \| Classement de l'étape \| Classement de l'étape \| Classement de l'étape \| Classement de l'étape \| \| Coureur \| Coureur \| Pays \| Équipe \| Temps \| \| --------------------- \| --------------------- \| --------------------- \| --------------------- \| --------------------- \| \| 1er \| Stefan Küng \| Suisse \| BMC Racing Team \| 39 min 44 s \| \| 2e \| Søren Kragh Andersen \| Danemark \| Team Sunweb \| + 19 s \| \| 3e \| Tejay van Garderen \| États-Unis \| BMC Racing Team \| + 23 s \| \| 4e \| Maciej Bodnar \| Pologne \| Bora-Hansgrohe \| + 26 s \| \| 5e \| Michael Matthews \| Australie \| Team Sunweb \| + 26 s \| \| 6e \| Pavel Sivakov \| Russie \| Team Sky \| + 37 s \| \| 7e \| Cameron Meyer \| Australie \| Mitchelton-Scott \| + 37 s \| \| 8e \| Jakob Fuglsang \| Danemark \| Astana \| + 38 s \| \| 9e \| Nikias Arndt \| Allemagne \| Team Sunweb \| + 44 s \| \| 10e \| Nélson Oliveira \| Portugal \| Movistar Team \| + 46 s \| |                      |            |                  |             |
| |                      |            |                  |             |
| Source : ProCyclingStats |                      |            |                  |             |
| Classement de l'étape |                      |            |                  |             |
| Coureur | Coureur              | Pays       | Équipe           | Temps       |
| 1er | Stefan Küng          | Suisse     | BMC Racing Team  | 39 min 44 s |
| 2e | Søren Kragh Andersen | Danemark   | Team Sunweb      | + 19 s      |
| 3e | Tejay van Garderen   | États-Unis | BMC Racing Team  | + 23 s      |
| 4e | Maciej Bodnar        | Pologne    | Bora-Hansgrohe   | + 26 s      |
| 5e | Michael Matthews     | Australie  | Team Sunweb      | + 26 s      |
| 6e | Pavel Sivakov        | Russie     | Team Sky         | + 37 s      |
| 7e | Cameron Meyer        | Australie  | Mitchelton-Scott | + 37 s      |
| 8e | Jakob Fuglsang       | Danemark   | Astana           | + 38 s      |
| 9e | Nikias Arndt         | Allemagne  | Team Sunweb      | + 44 s      |
| 10e | Nélson Oliveira      | Portugal   | Movistar Team    | + 46 s      |

## Classements finals

### Classement général final
| \| Classement général \| Classement général \| Classement général \| Classement général \| Classement général \| \| Coureur \| Coureur \| Pays \| Équipe \| Temps \| \| ------------------ \| ------------------ \| ------------------ \| ------------------ \| ------------------ \| \| 1er \| Richie Porte \| Australie \| BMC Racing Team \| 29 h 28 min 05 s \| \| 2e \| Jakob Fuglsang \| Danemark \| Astana \| + 1 min 02 s \| \| 3e \| Nairo Quintana \| Colombie \| Movistar Team \| + 1 min 12 s \| \| 4e \| Enric Mas \| Espagne \| Quick-Step Floors \| + 1 min 20 s \| \| 5e \| Wilco Kelderman \| Pays-Bas \| Team Sunweb \| + 1 min 21 s \| \| 6e \| Simon Špilak \| Slovénie \| Katusha-Alpecin \| + 1 min 47 s \| \| 7e \| Sam Oomen \| Pays-Bas \| Team Sunweb \| + 1 min 52 s \| \| 8e \| Steven Kruijswijk \| Pays-Bas \| LottoNL-Jumbo \| + 1 min 59 s \| \| 9e \| Diego Ulissi \| Italie \| UAE Team Emirates \| + 2 min 27 s \| \| 10e \| Arthur Vichot \| France \| Groupama-FDJ \| + 2 min 41 s \| |                   |           |                   |                  |
| |                   |           |                   |                  |
| Source : ProCyclingStats |                   |           |                   |                  |
| Classement général |                   |           |                   |                  |
| Coureur | Coureur           | Pays      | Équipe            | Temps            |
| 1er | Richie Porte      | Australie | BMC Racing Team   | 29 h 28 min 05 s |
| 2e | Jakob Fuglsang    | Danemark  | Astana            | + 1 min 02 s     |
| 3e | Nairo Quintana    | Colombie  | Movistar Team     | + 1 min 12 s     |
| 4e | Enric Mas         | Espagne   | Quick-Step Floors | + 1 min 20 s     |
| 5e | Wilco Kelderman   | Pays-Bas  | Team Sunweb       | + 1 min 21 s     |
| 6e | Simon Špilak      | Slovénie  | Katusha-Alpecin   | + 1 min 47 s     |
| 7e | Sam Oomen         | Pays-Bas  | Team Sunweb       | + 1 min 52 s     |
| 8e | Steven Kruijswijk | Pays-Bas  | LottoNL-Jumbo     | + 1 min 59 s     |
| 9e | Diego Ulissi      | Italie    | UAE Team Emirates | + 2 min 27 s     |
| 10e | Arthur Vichot     | France    | Groupama-FDJ      | + 2 min 41 s     |

## UCI World Tour
Le barème des points du classement World Tour sur ce Tour de Suisse est le suivant :
| Position           | 1er | 2e  | 3e  | 4e  | 5e  | 6e  | 7e  | 8e  | 9e  | 10e | 11e | 12e | 13e | 14e | 15e | 16e | 17e | 18e | 19e | 20e | 21e à 25e | 26e à 30e | 31e à 40e | 41e à 50e | 51e à 55e | 56e à 60e |
| ------------------ | --- | --- | --- | --- | --- | --- | --- | --- | --- | --- | --- | --- | --- | --- | --- | --- | --- | --- | --- | --- | --------- | --------- | --------- | --------- | --------- | --------- |
| Classement général | 500 | 400 | 325 | 275 | 225 | 175 | 150 | 125 | 100 | 85  | 70  | 60  | 50  | 40  | 35  | 30  | 30  | 30  | 30  | 30  | 20        | 20        | 10        | 10        | 5         | 3         |
| Par étapes         | 60  | 25  | 10  |     |     |     |     |     |     |     |     |     |     |     |     |     |     |     |     |     |           |           |           |           |           |           |
| Leader par étapes  | 10  |     |     |     |     |     |     |     |     |     |     |     |     |     |     |     |     |     |     |     |           |           |           |           |           |           |

| Rang | Coureur           | Équipe            | Général | Etape | Leader | Total  |
| ---- | ----------------- | ----------------- | ------- | ----- | ------ | ------ |
| 1er  | Richie Porte      | BMC Racing        | 500     | 18.57 | 40     | 558.57 |
| 2e   | Jakob Fuglsang    | Astana            | 400     | 25    | 0      | 425    |
| 3e   | Nairo Quintana    | Movistar          | 325     | 60    | 0      | 385    |
| 4e   | Enric Mas         | Quick-Step Floors | 275     | 26.43 | 0      | 301.43 |
| 5e   | Wilco Kelderman   | Sunweb            | 225     | 0     | 0      | 228.57 |
| 6e   | Simon Špilak      | Katusha-Alpecin   | 175     | 3.57  | 0      | 175    |
| 7e   | Diego Ulissi      | UAE Emirates      | 100     | 60    | 0      | 160    |
| 8e   | Sam Oomen         | Sunweb            | 150     | 3.57  | 0      | 153.57 |
| 9e   | Steven Kruijswijk | Lotto NL-Jumbo    | 125     | 0     | 0      | 125    |
| 10e  | Stefan Küng       | BMC Racing        | 10      | 68.57 | 40     | 118.57 |

### Classements UCI World Tour à l'issue de la course
| Rang | Coureur            | Équipe            | Points  |
| ---- | ------------------ | ----------------- | ------- |
| 1er  | Peter Sagan        | Bora-Hansgrohe    | 1984    |
| 2e   | Alejandro Valverde | Movistar          | 1682    |
| 3e   | Simon Yates        | Mitchelton-Scott  | 1472    |
| 4e   | Elia Viviani       | Quick-Step Floors | 1397    |
| 5e   | Richie Porte       | BMC Racing        | 1345    |
| 6e   | Julian Alaphilippe | Quick-Step Floors | 1303    |
| 7e   | Niki Terpstra      | Quick-Step Floors | 1297    |
| 8e   | Michael Valgren    | Astana            | 1215    |
| 9e   | Primož Roglič      | Lotto NL-Jumbo    | 1211    |
| 10e  | Christopher Froome | Sky               | 1205.43 |

| Rang | Équipe            | Points  |
| ---- | ----------------- | ------- |
| 1er  | Quick-Step Floors | 8499    |
| 2e   | Mitchelton-Scott  | 6142.99 |
| 3e   | Sky               | 5994    |
| 4e   | Bora-Hansgrohe    | 5805    |
| 5e   | BMC Racing        | 5399,98 |
| 6e   | Movistar          | 5166    |
| 7e   | Astana            | 4896    |
| 8e   | Bahrain-Merida    | 4517    |
| 9e   | AG2R La Mondiale  | 4081    |
| 10e  | Sunweb            | 3728    |

## Évolution des classements
| Étape              | Vainqueur               | Classement général | Classement par points | Classement de la montagne | Classement du meilleur Suisse | Classement du meilleur jeune | Classement par équipes |
| ------------------ | ----------------------- | ------------------ | --------------------- | ------------------------- | ----------------------------- | ---------------------------- | ---------------------- |
| 1                  | BMC Racing              | Stefan Küng        | Non attribué          | Non attribué              | Stefan Küng                   | Sam Oomen                    | BMC Racing             |
| 2                  | Peter Sagan             | Stefan Küng        | Calvin Watson         | Filippo Zaccanti          | Stefan Küng                   | Sam Oomen                    | BMC Racing             |
| 3                  | Sonny Colbrelli         | Stefan Küng        | Calvin Watson         | Filippo Zaccanti          | Stefan Küng                   | Sam Oomen                    | BMC Racing             |
| 4                  | Christopher Juul Jensen | Stefan Küng        | Peter Sagan           | Filippo Zaccanti          | Stefan Küng                   | Sam Oomen                    | BMC Racing             |
| 5                  | Diego Ulissi            | Richie Porte       | Peter Sagan           | Romain Sicard             | Mathias Frank                 | Sam Oomen                    | Movistar               |
| 6                  | Søren Kragh Andersen    | Richie Porte       | Peter Sagan           | Mark Christian            | Mathias Frank                 | Sam Oomen                    | Movistar               |
| 7                  | Nairo Quintana          | Richie Porte       | Michael Matthews      | Mark Christian            | Mathias Frank                 | Enric Mas                    | Astana                 |
| 8                  | Arnaud Démare           | Richie Porte       | Peter Sagan           | Mark Christian            | Mathias Frank                 | Enric Mas                    | Astana                 |
| 9                  | Stefan Küng             | Richie Porte       | Peter Sagan           | Mark Christian            | Mathias Frank                 | Enric Mas                    | Astana                 |
| Classements finals | Classements finals      | Richie Porte       | Peter Sagan           | Mark Christian            | Mathias Frank                 | Enric Mas                    | Astana                 |

## Liste des participants
- Liste de départ complète

| Légende                             | Légende                                                                                                  | Légende                                | Légende                                                                                         |
| ----------------------------------- | --- | -------------------------------------- | ----------------------------------------------------------------------------------------------- |
| Num                                 | Dossard de départ porté par le coureur sur ce Tour de Suisse                                             | Pos                                    | Position finale au classement général                                                           |
| Leader du classement général        | Indique le vainqueur du classement général                                                               | Leader du classement par points        | Indique le vainqueur du classement par points                                                   |
| Leader du classement de la montagne | Indique le vainqueur du classement de la montagne                                                        | Leader du classement du meilleur jeune | Indique le vainqueur du classement du meilleur jeune                                            |
|                                     | Indique un maillot de champion national ou mondial, suivi de sa spécialité                               | #                                      | Indique la meilleure équipe aux temps                                                           |
| NP                                  | Indique un coureur qui n'a pas pris le départ d'une étape, suivi du numéro de l'étape où il s'est retiré | AB                                     | Indique un coureur qui n'a pas terminé une étape, suivi du numéro de l'étape où il s'est retiré |
| HD                                  | Indique un coureur qui a terminé une étape hors des délais, suivi du numéro de l'étape                   | *                                      | Indique un coureur en lice pour le maillot vert (coureurs nés après le 1er janvier 1994)        |

| Katusha-Alpecin TKA                                   | Katusha-Alpecin TKA        | Katusha-Alpecin TKA |
| ----------------------------------------------------- | -------------------------- | ------------------- |
| Num                                                   | Coureur                    | Pos                 |
| 1                                                     | Simon Špilak (SLO)         | 6e                  |
| 2                                                     | José Gonçalves (POR)       | 43e                 |
| 3                                                     | Nathan Haas (AUS)          | 64e                 |
| 4                                                     | Maurits Lammertink (NED)   | 54e                 |
| 5                                                     | Bakhtiyar Kozhatayev (KAZ) | 53e                 |
| 6                                                     | Willie Smit (RSA)          | 56e                 |
| 7                                                     | Steff Cras (BEL)*          | 47e                 |
| Directeurs sportifs : Claudio Cozzi, Xavier Florencio |                            |                     |

| BMC Racing BMC                                      | BMC Racing BMC             | BMC Racing BMC |
| --------------------------------------------------- | -------------------------- | -------------- |
| Num                                                 | Coureur                    | Pos            |
| 11                                                  | Richie Porte (AUS)         | 1er            |
| 12                                                  | Simon Gerrans (AUS)        | 86e            |
| 13                                                  | Stefan Küng (SUI) (Clm)    | 34e            |
| 14                                                  | Alessandro De Marchi (ITA) | 106e           |
| 15                                                  | Michael Schär (SUI)        | 108e           |
| 16                                                  | Greg Van Avermaet (BEL)    | 29e            |
| 17                                                  | Tejay van Garderen (USA)   | 37e            |
| Directeurs sportifs : Fabio Baldato, Klaas Lodewyck |                            |                |

| Mitchelton-Scott MTS                                  | Mitchelton-Scott MTS          | Mitchelton-Scott MTS |
| ----------------------------------------------------- | ----------------------------- | -------------------- |
| Num                                                   | Coureur                       | Pos                  |
| 21                                                    | Michael Albasini (SUI)        | 83e                  |
| 22                                                    | Cameron Meyer (AUS)           | 75e                  |
| 23                                                    | Christopher Juul Jensen (DEN) | 68e                  |
| 24                                                    | Sam Bewley (NZL)              | AB-6                 |
| 25                                                    | Jack Haig (AUS)               | 13e                  |
| 26                                                    | Michael Hepburn (AUS)         | 134e                 |
| 27                                                    | Roman Kreuziger (CZE)         | AB-7                 |
| Directeurs sportifs : Vittorio Algeri, Matthew Wilson |                               |                      |

| Sunweb SUN                    | Sunweb SUN                  | Sunweb SUN |
| ----------------------------- | --------------------------- | ---------- |
| Num                           | Coureur                     | Pos        |
| 31                            | Wilco Kelderman (NED)       | 5e         |
| 32                            | Simon Geschke (GER)         | 40e        |
| 33                            | Sam Oomen (NED)*            | 7e         |
| 34                            | Nikias Arndt (GER)          | 70e        |
| 35                            | Søren Kragh Andersen (DEN)* | 59e        |
| 36                            | Michael Matthews (AUS)      | 49e        |
| 37                            | Edward Theuns (BEL)         | 89e        |
| Directeur sportif : Marc Reef |                             |            |

| AG2R La Mondiale ALM                                     | AG2R La Mondiale ALM    | AG2R La Mondiale ALM |
| -------------------------------------------------------- | ----------------------- | -------------------- |
| Num                                                      | Coureur                 | Pos                  |
| 41                                                       | Mathias Frank (SUI)     | 17e                  |
| 42                                                       | Stijn Vandenbergh (BEL) | 81e                  |
| 43                                                       | Silvan Dillier (SUI)    | 48e                  |
| 44                                                       | Nans Peters (FRA)*      | 45e                  |
| 45                                                       | Ben Gastauer (LUX)      | 46e                  |
| 46                                                       | Cyril Gautier (FRA)     | 21e                  |
| 47                                                       | François Bidard (FRA)   | 19e                  |
| Directeurs sportifs : Stéphane Goubert, Artūras Kasputis |                         |                      |

| Astana# AST                                             | Astana# AST               | Astana# AST |
| ------------------------------------------------------- | ------------------------- | ----------- |
| Num                                                     | Coureur                   | Pos         |
| 51                                                      | Jakob Fuglsang (DEN)      | 2e          |
| 52                                                      | Omar Fraile (ESP)         | 67e         |
| 53                                                      | Oscar Gatto (ITA)         | 97e         |
| 54                                                      | Dmitriy Gruzdev (KAZ)     | 85e         |
| 55                                                      | Jesper Hansen (DEN)       | 24e         |
| 56                                                      | Magnus Cort Nielsen (DEN) | 62e         |
| 57                                                      | Tanel Kangert (EST)       | 11e         |
| Directeurs sportifs : Bruno Cenghialta, Dmitriy Fofonov |                           |             |

| Bahrain-Merida TBM                                    | Bahrain-Merida TBM        | Bahrain-Merida TBM |
| ----------------------------------------------------- | ------------------------- | ------------------ |
| Num                                                   | Coureur                   | Pos                |
| 61                                                    | Ion Izagirre (ESP)        | 15e                |
| 62                                                    | Enrico Gasparotto (ITA)   | 58e                |
| 63                                                    | Gorka Izagirre (ESP)      | 32e                |
| 64                                                    | Sonny Colbrelli (ITA)     | 101e               |
| 65                                                    | Kristijan Koren (SLO)     | 88e                |
| 66                                                    | Mark Padun (UKR)*         | 38e                |
| 67                                                    | Hermann Pernsteiner (AUT) | 35e                |
| Directeurs sportifs : Tristan Hoffman, Rik Verbrugghe |                           |                    |

| Bora-Hansgrohe BOH                                 | Bora-Hansgrohe BOH               | Bora-Hansgrohe BOH |
| -------------------------------------------------- | -------------------------------- | ------------------ |
| Num                                                | Coureur                          | Pos                |
| 71                                                 | Peter Sagan (SVK) (Route)        | 76e                |
| 72                                                 | Marcus Burghardt (GER) (Route)   | 50e                |
| 73                                                 | Patrick Konrad (AUT)             | 74e                |
| 74                                                 | Gregor Mühlberger (AUT) (Route)* | 28e                |
| 75                                                 | Daniel Oss (ITA)                 | 80e                |
| 76                                                 | Juraj Sagan (SVK) (Route)        | 125e               |
| 77                                                 | Maciej Bodnar (POL)              | 116e               |
| Directeurs sportifs : Enrico Poitschke, Ján Valach |                                  |                    |

| Trek-Segafredo TFS                                    | Trek-Segafredo TFS   | Trek-Segafredo TFS |
| ----------------------------------------------------- | -------------------- | ------------------ |
| Num                                                   | Coureur              | Pos                |
| 81                                                    | Bauke Mollema (NED)  | 12e                |
| 82                                                    | John Degenkolb (GER) | 96e                |
| 83                                                    | Michael Gogl (AUT)   | 65e                |
| 84                                                    | Koen de Kort (NED)   | 95e                |
| 85                                                    | Grégory Rast (SUI)   | 92e                |
| 86                                                    | Julien Bernard (FRA) | 26e                |
| 87                                                    | Jasper Stuyven (BEL) | 66e                |
| Directeurs sportifs : Kim Andersen, Yaroslav Popovych |                      |                    |

| Groupama-FDJ GFC                                      | Groupama-FDJ GFC              | Groupama-FDJ GFC |
| ----------------------------------------------------- | ----------------------------- | ---------------- |
| Num                                                   | Coureur                       | Pos              |
| 91                                                    | Arnaud Démare (FRA) (Route)   | 104e             |
| 92                                                    | Davide Cimolai (ITA)          | 114e             |
| 93                                                    | Jacopo Guarnieri (ITA)        | 131e             |
| 94                                                    | Benoît Vaugrenard (FRA)       | 94e              |
| 95                                                    | Olivier Le Gac (FRA)          | 71e              |
| 96                                                    | Ramon Sinkeldam (NED) (Route) | 115e             |
| 97                                                    | Arthur Vichot (FRA)           | 10e              |
| Directeurs sportifs : Frédéric Guesdon, Franck Pineau |                               |                  |

| Lotto-Soudal LTS                                | Lotto-Soudal LTS       | Lotto-Soudal LTS |
| ----------------------------------------------- | ---------------------- | ---------------- |
| Num                                             | Coureur                | Pos              |
| 101                                             | Tim Wellens (BEL)      | AB-6             |
| 102                                             | André Greipel (GER)    | 123e             |
| 103                                             | Bjorg Lambrecht (BEL)* | 20e              |
| 104                                             | Adam Hansen (AUS)      | 93e              |
| 105                                             | Maxime Monfort (BEL)   | 33e              |
| 106                                             | Marcel Sieberg (GER)   | 127e             |
| 107                                             | Jasper De Buyst (BEL)  | 117e             |
| Directeurs sportifs : Mario Aerts, Marc Wauters |                        |                  |

| Movistar MOV                                                 | Movistar MOV             | Movistar MOV |
| ------------------------------------------------------------ | ------------------------ | ------------ |
| Num                                                          | Coureur                  | Pos          |
| 111                                                          | Nairo Quintana (COL)     | 3e           |
| 112                                                          | Daniele Bennati (ITA)    | 82e          |
| 113                                                          | Mikel Landa (ESP)        | 16e          |
| 114                                                          | Nélson Oliveira (POR)    | 60e          |
| 105                                                          | Andrey Amador (CRC)      | 39e          |
| 116                                                          | José Joaquín Rojas (ESP) | 44e          |
| 117                                                          | Víctor de la Parte (ESP) | 57e          |
| Directeurs sportifs : José Luis Arrieta, José Luis Jaimerena |                          |              |

| Quick-Step Floors QST                            | Quick-Step Floors QST     | Quick-Step Floors QST |
| ------------------------------------------------ | ------------------------- | --------------------- |
| Num                                              | Coureur                   | Pos                   |
| 121                                              | Philippe Gilbert (BEL)    | 51e                   |
| 122                                              | Fernando Gaviria (COL)*   | NP-9                  |
| 123                                              | Tim Declercq (BEL)        | 99e                   |
| 124                                              | Iljo Keisse (BEL)         | 118e                  |
| 125                                              | Yves Lampaert (BEL) (Clm) | 52e                   |
| 126                                              | Enric Mas (ESP)*          | 4e                    |
| 127                                              | Maximiliano Richeze (ARG) | NP-9                  |
| Directeurs sportifs : Tom Steels, Rik Van Slycke |                           |                       |

| Dimension Data DDD                                 | Dimension Data DDD                | Dimension Data DDD |
| -------------------------------------------------- | --------------------------------- | ------------------ |
| Num                                                | Coureur                           | Pos                |
| 131                                                | Julien Vermote (BEL)              | 100e               |
| 132                                                | Nicolas Dougall (RSA)             | 112e               |
| 133                                                | Reinardt Janse van Rensburg (RSA) | NP-9               |
| 134                                                | Merhawi Kudus (ERI)*              | 27e                |
| 135                                                | Igor Antón (ESP)                  | 69e                |
| 136                                                | Tom-Jelte Slagter (NED)           | 25e                |
| 137                                                | Scott Davies (GBR)                | AB-6               |
| Directeurs sportifs : Rolf Aldag, Bingen Fernández |                                   |                    |

| EF Education First-Drapac EFD                     | EF Education First-Drapac EFD | EF Education First-Drapac EFD |
| ------------------------------------------------- | ----------------------------- | ----------------------------- |
| Num                                               | Coureur                       | Pos                           |
| 141                                               | Joe Dombrowski (USA)          | 63e                           |
| 142                                               | Nathan Brown (USA)            | 102e                          |
| 143                                               | Hugh Carthy (GBR)*            | 18e                           |
| 144                                               | William Clarke (AUS)          | AB-5                          |
| 145                                               | Matti Breschel (DEN)          | 119e                          |
| 146                                               | Taylor Phinney (USA)          | 129e                          |
| 147                                               | Sep Vanmarcke (BEL)           | 79e                           |
| Directeurs sportifs : Fabrizio Guidi, Tom Southam |                               |                               |

| Lotto NL-Jumbo TLJ                           | Lotto NL-Jumbo TLJ      | Lotto NL-Jumbo TLJ |
| -------------------------------------------- | ----------------------- | ------------------ |
| Num                                          | Coureur                 | Pos                |
| 151                                          | Steven Kruijswijk (NED) | 8e                 |
| 152                                          | Enrico Battaglin (ITA)  | 42e                |
| 153                                          | Koen Bouwman (NED)      | 22e                |
| 154                                          | Tom Leezer (NED)        | 105e               |
| 155                                          | Bert-Jan Lindeman (NED) | 111e               |
| 156                                          | Bram Tankink (NED)      | AB-5               |
| 157                                          | Maarten Wynants (BEL)   | 84e                |
| Directeurs sportifs : Jan Boven, Addy Engels |                         |                    |

| Sky SKY                                              | Sky SKY                     | Sky SKY |
| ---------------------------------------------------- | --------------------------- | ------- |
| Num                                                  | Coureur                     | Pos     |
| 161                                                  | Michał Gołaś (POL)          | 77e     |
| 162                                                  | Owain Doull (GBR)           | 103e    |
| 163                                                  | Pavel Sivakov (RUS)*        | 14e     |
| 164                                                  | Sebastián Henao (COL)       | 30e     |
| 165                                                  | Ian Stannard (GBR)          | 73e     |
| 166                                                  | Kristoffer Halvorsen (NOR)* | 128e    |
| 167                                                  | Diego Rosa (ITA)            | 107e    |
| Directeurs sportifs : Brett Lancaster, Gabriel Rasch |                             |         |

| UAE Emirates UAD                                      | UAE Emirates UAD                 | UAE Emirates UAD |
| ----------------------------------------------------- | -------------------------------- | ---------------- |
| Num                                                   | Coureur                          | Pos              |
| 171                                                   | Roberto Ferrari (ITA)            | 132e             |
| 172                                                   | Filippo Ganna (ITA)              | NP-5             |
| 173                                                   | Alexander Kristoff (NOR) (Route) | 110e             |
| 174                                                   | Jan Polanc (SLO) (Clm)           | 23e              |
| 175                                                   | Ben Swift (GBR)                  | 109e             |
| 176                                                   | Oliviero Troia (ITA)*            | 121e             |
| 177                                                   | Diego Ulissi (ITA)               | 9e               |
| Directeurs sportifs : Simone Pedrazzini, Mario Scirea |                                  |                  |

| Aqua Blue Sport ABS                                 | Aqua Blue Sport ABS     | Aqua Blue Sport ABS |
| --------------------------------------------------- | ----------------------- | ------------------- |
| Num                                                 | Coureur                 | Pos                 |
| 181                                                 | Stefan Denifl (AUT)     | DSQ                 |
| 182                                                 | Mark Christian (GBR)    | 78e                 |
| 183                                                 | Eddie Dunbar (IRL)*     | 61e                 |
| 184                                                 | Peter Koning (NED)      | 126e                |
| 185                                                 | Calvin Watson (AUS)     | 137e                |
| 186                                                 | Daniel Pearson (GBR)*   | 120e                |
| 187                                                 | Lawrence Warbasse (USA) | 41e                 |
| Directeurs sportifs : Martyn Irvine, Nicki Sørensen |                         |                     |

| Direct Énergie DEN                                  | Direct Énergie DEN     | Direct Énergie DEN |
| --------------------------------------------------- | ---------------------- | ------------------ |
| Num                                                 | Coureur                | Pos                |
| 191                                                 | Lilian Calmejane (FRA) | 31e                |
| 192                                                 | Thomas Boudat (FRA)*   | 113e               |
| 193                                                 | Fabien Grellier (FRA)* | 98e                |
| 194                                                 | Paul Ourselin (FRA)*   | 87e                |
| 195                                                 | Perrig Quéméneur (FRA) | 90e                |
| 196                                                 | Romain Sicard (FRA)    | 55e                |
| 197                                                 | Rein Taaramäe (EST)    | 72e                |
| Directeurs sportifs : Lylian Lebreton, Thibaut Macé |                        |                    |

| Nippo-Vini Fantini-Europa Ovini NIP                       | Nippo-Vini Fantini-Europa Ovini NIP | Nippo-Vini Fantini-Europa Ovini NIP |
| --------------------------------------------------------- | ----------------------------------- | ----------------------------------- |
| Num                                                       | Coureur                             | Pos                                 |
| 201                                                       | Damiano Cunego (ITA)                | 124e                                |
| 202                                                       | Eduard-Michael Grosu (ROU)          | AB-6                                |
| 203                                                       | Sho Hatsuyama (JPN)                 | 135e                                |
| 204                                                       | Alan Marangoni (ITA)                | 136e                                |
| 205                                                       | Masakazu Ito (JPN)                  | 133e                                |
| 206                                                       | Ivan Santaromita (ITA)              | 36e                                 |
| 207                                                       | Filippo Zaccanti (ITA)*             | 122e                                |
| Directeurs sportifs : Shinichi Fukushima, Valerio Tebaldi |                                     |                                     |